# Карлуш Коррейя
Карлуш Коррейя (6 листопада 1933 — 14 серпня 2021) — політичний діяч Гвінеї-Бісау, тричі очолював уряд країни.